# Europsko prvenstvo u košarci za žene – Turska 2005.
Europsko prvenstvo u košarci za žene 2005. godine održalo se u Turskoj 2005. godine, u gradovima Ankara, Bursa i İzmir.